# 쭤자좡역
쭤자좡역(중국어: 左家庄站, 건설 당시 샹허위안역(香河园站)이라 부름)은 중국 베이징시 차오양구 쭤자좡 가도 샹허위안교·샹허위안로 교차로에 위치하는 베이징 지하철 17호선의 역이다. 이 역은 2023년 12월 30일 17호선 북부 구간과 함께 개통되었다.

## 역 구조

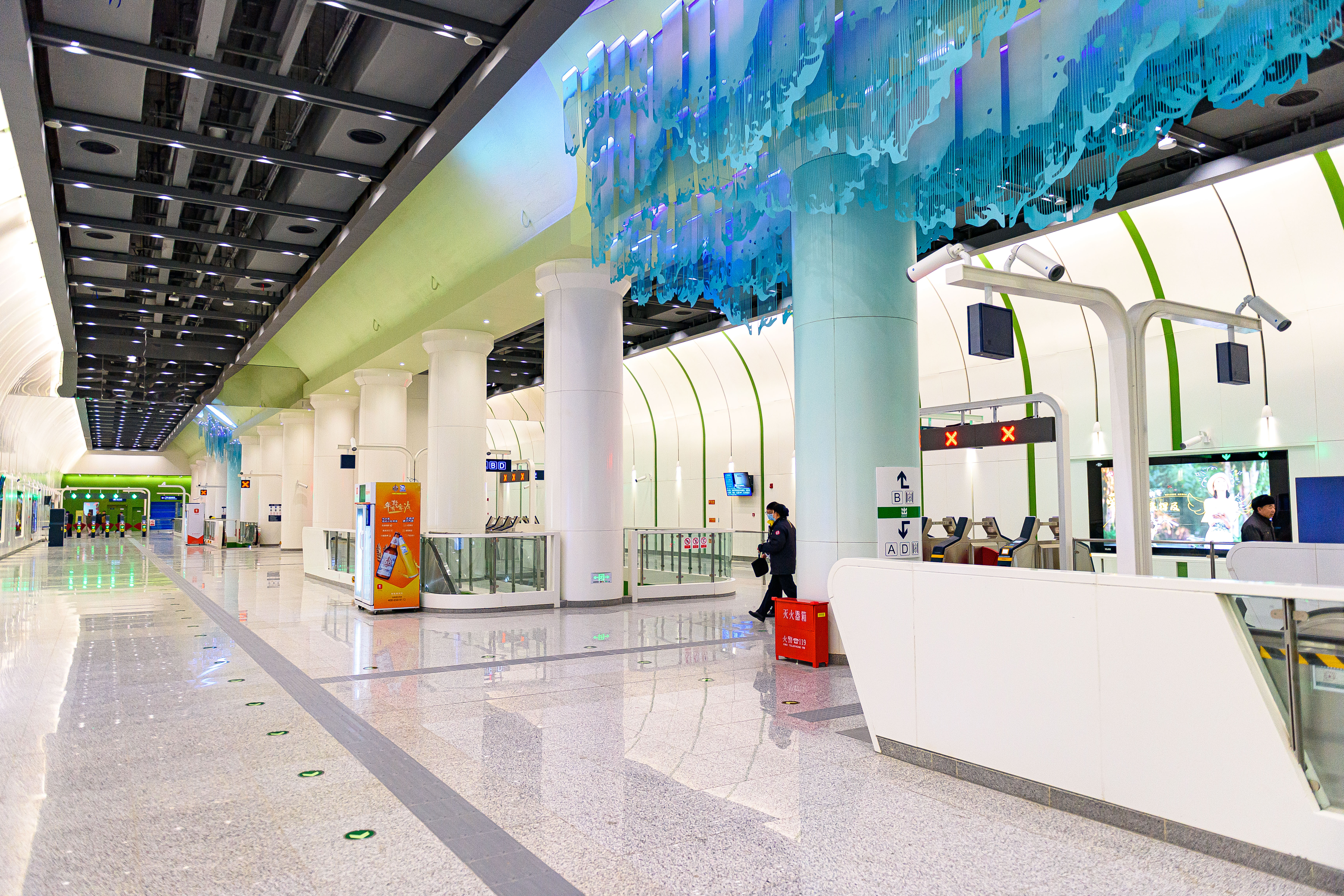
대합실

역의 총 건축 면적은 20,384㎡이고, 총 길이는 282.3m이다. 양쪽 끝은 개방형 굴착, 중간은 지하 굴착 방식을 채택하고 있다. 층수는 3경간 골조구조이며, 지하 굴착 부분은 복층, 2경간 아치형 직선 벽 구조, 바닥판 매설 깊이는 26.8m:32이다. 이 역에는 풍정 2세트, 출입구 4개(개방 예정 C출입구 1개 포함), 무장애 엘리베이터 1대가 설치되어 있다.
대합실에는 "원《源》"이라는 작품이 있다.

### 층별 구조
| 지면     |                                 | 출입구                                    |
| 지하 1층 | 대합실                          | 고객 문의, 자동 발매기, 출입 게이트       |
| 지하 2층 | ←                               | ■ 17호선 웨이라이커쉐청베이 방면 (시바허) |
| 지하 2층 | 섬식 승강장, 왼쪽 출입문이 열림 |                                           |
| 지하 2층 | →                               | ■ 17호선 자후이후 방면 (노동자 경기장)    |

## 출입구
쭤자좡역은 3개의 출입구가 있다. A출입구는 샹허위안 북가(香河园北街) 북쪽에 있고, B출입구는 샹허위안로 남쪽에 있으며, D출입구는 쭤자좡 서가(左家庄西街) 북쪽에 위치한다.
|                         |                         | |      |           |
| 출구                    | 지시                    | 목적지                                                                                                   | 사진 | 편의 시설 |
| 出口 · A                | 쭤자좡 서가(左家庄西街) | 샹허위안로(香河园路), 당대 MOMA 만란 호텔(当代MOMA蔓兰酒店)                                              |      | 빈칸      |
| 出口 · B                | 샹허위안로(香河园路)    | 신둥로(新东路), 전국공소간부학원(全国供销干部学院)                                                       |      |           |
| 出口 · D                | 쭤자좡 서가(左家庄西街) | 둥즈먼 외사가(东直门外斜街), 신더징후이센터(信德京汇中心), 베이징 아티젠 해비타트 호텔(北京雅辰悦居酒店) |      |           |
| 아이콘 설명: 엘리베이터 |                         | |      |           |